# Файне місто (фестиваль)
«Файне місто» — український щорічний музичний фестиваль просто неба. Відбувався протягом 2013—2021 у Тернополі та з 2023 у Львові.

## Історія
Фестиваль започаткований 2013 року, його засновниками є Максим Черкашин, Ростислав Плахцінський, Володимир Пасяка та Рустам Ергешов. Назва походить від назви пісні «Файне місто Тернопіль» гурту «Брати Гадюкіни».[джерело?]
Перший фестиваль відбувся 20—21 липня 2013 року на острівці «Чайка» в парку імені Тараса Шевченка. 2014 року він перемістився на територію аеропорту «Тернопіль», а 2017 — на Тернопільський іподром.

## Учасники

### 2013

Головна сцена фестивалю у 2013. Виступ гурту Медовий Полин

Фестиваль відбувся  20—21 липня 2013 року на острівці «Чайка» в парку імені Тараса Шевченка в Тернополі.
- Мотор'ролла
- O.Torvald
- Фліт
- Мері
- Холодне Сонце
- Los Colorados
- Медовий Полин
- Оратанія
- Rock-H
- Гуцул Каліпсо
- Epolets
- We Are!!
- Безодня
- Серцевий Напад
- Механічний апельсин
- Триставісім
- К402
- MY*17
- Один
- Far In Hate
- AS/DS
- Брем Стокер
- Фіолет

### 2014
Фестиваль відбувся  12—13 липня 2014 року на території міжнародного аеропорту «Тернопіль». Взяли участь понад 40 виконавців, що виступали на трьох сценах: Main Stage, Rock Stage та Rave Box Stage.

Виступ гурту ТНМК на головній сцені у 2014 році

#### Main stage
Ведучий: М'яч Дредбол.
- Скрябін
- ТНМК
- O.Torvald
- Роллік'с
- Ірена Карпа & Qarpa
- Тінь Сонця
- Карна
- Ot Vinta!
- Фліт
- Перкалаба
- Los Colorados
- Epolets
- Безодня
- The Last Fight
- Серцевий Напад
- Триставісім

#### Rock stage
Ведучий: Віктор Новосьолов.
- Skinhate
- Jinjer
- RIDEAU
- To Leave A Trace
- Медовий Полин
- Cherry-merry
- Fontaliza
- Ворст
- Kompas
- ZSUF
- 0352
- Лоскіт
- Dash
- Affecting Dissent
- The Jossers
- Кімната Гретхен
- Bugs Bunny
- По ту сторону
- Квітка Року
- Anebo
- MilkIt
- Friday Story

#### Rave box stage
Ведучий: MC Буря.
- King Kong Music
- Myztical
- Loki Lander
- Topman
- Leggo та інші

### 2015
Фестиваль відбувся 3—5 липня 2015 року на території міжнародного аеропорту «Тернопіль» під гаслом «Файне Місто — Територія Вільних Людей!». Взяли участь понад 70 виконавців, що виступали на п'яти сценах.

#### Main stage
- СКРЯБІН та друзі
- Бумбокс
- Brutto
- Елізіум
- The HARDKISS
- O.Torvald
- All Faces Down (Австрія)
- Карна
- Табула Раса
- Фіолет
- Тінь Сонця
- Epolets
- Фліт
- Los Colorados

#### Tribute stage
- Дейв Еванс — 1ий вокаліст AC/DC
- D/C Train — AC/DC tribute
- Річі Колючий — Rammstein tribute
- Scream Inc. — Metallica tribute
- Wind of change — Scorpions tribute
- Blood Brothers — Iron Maiden tribute
- Sheldon Cooper — Sum 41 tribute

#### Dark stage
- АННА
- Тостер
- Роллік'с
- Skinhate
- Jinjer
- Eris Is My Homegirl (Польща)
- Rideau (Швеція)
- Morphine Suffering
- Серцевий Напад
- Latur
- Hell: on
- Sciana
- Scratch The Floor (Грузія)
- Braincoats (Швеція)
- Dimicandum
- Ratbite
- Buldozer
- [SALE]only
- O'Hamsters
- Ebola

#### Light stage
- Один в каное
- Brunettes Shoot Blondes
- Vivienne Mort
- daKooka
- Zapaska
- Lika Bugaeva
- ПНД
- Panivalkova
- Marija Cheba
- Tape Flakes
- Гапочка
- НастяЗникає
- MAiAK
- Плесо
- Cherokey
- Secret Avenue
- Lakeway
- Switch On The Light
- Piano

### 2016

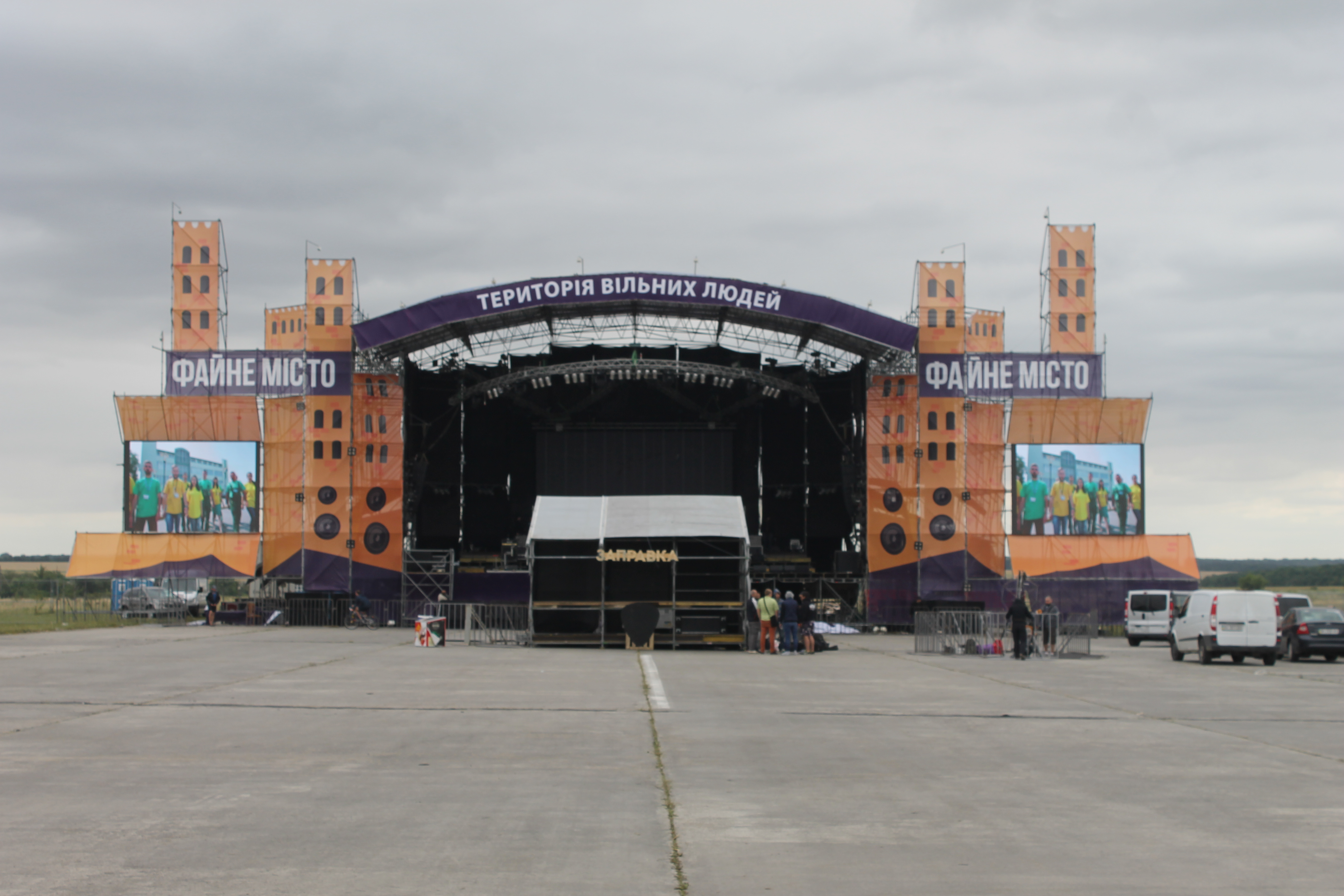
Головна сцена фестивалю у 2016 році

Фестиваль відбувся 7—10 липня 2016 року на території міжнародного аеропорту «Тернопіль». Взяли участь понад 100 виконавців, що виступали на шести сценах.

#### Main stage
Lordi (Фінляндія), Pain (Швеція), Crazy Town (США), Zdob și Zdub (Молдова), Бумбокс, The Hardkiss, Brutto (Білорусь-Україна), ТНМК, O. Torvald, Onuka, Антитіла, Елізіум (Росія), Mad Heads, Pianoбой, Ірена Карпа та Qarpa, Rideau (Швеція), Epolets, Карна, The Вйо, Дай Дарогу! (Білорусь), Рокаш, Триставісім, Ричи Колючий, Rammstein tribute, KISS Forever Band, KISS tribute (Угорщина)

#### Light stage
David Brown «Brazzaville» (США), The New Division (США), Rocky Leon (Австрія), Один в каное, Flёur, Vivienne Mort, Sea And Air (Німеччина), The Static Age (США), Хамерман Знищує Віруси, DaKooka Live Band, Brunettes Shoot Blondes, Peter and the Wolves, Intelligency (Білорусь), SINOPTIK, Оркестр Че, Колос «Фіолет», Secret Avenue, Colaars, Sasha Boole, Tik Tu, Ті, що падають вгору, Krut, K.A.T.Y.A

#### Dark stage
Eskimo Callboy (Німеччина), Jinjer, Leons Massacre (Австрія), Анна, Stoned Jesus, Порнофильмы (Росія), Morphine Suffering, Skinhate, Fontaliza, Merva, MegamasS, Space Of Variations, Detach та інші.

### 2017
Фестиваль відбувся 20—23 липня 2017 року на території Тернопільського іподрому. Взяли участь понад 100 виконавців, що виступали на шести сценах.
Main Stage
20 липня: The Hypnotunez, Los Colorados, Killa, Димна Суміш, Ляпис 98, Брати Гадюкіни, Zardonic
21 липня: Le cœur, Le Basour, Epolets, Элизиум, Друга Ріка, Poets of the Fall
22 липня: Roll Models, Heretic's Dream, Тараканы, Антитіла, Eskimo Callboy, Guano Apes
23 липня: Фіолет, Без Обмежень, Detach, O.Torvald, ТНМК, Skindred
Dark Stage
20 липня: Affecting Dissent, The Light, Серцевий Напад, Legenda Folium, Fitz Roy, Порнофильмы
21 липня: Брудні, Septa, Sunset Trail, 1914, Rage, Caliban
22 липня: O'Hamsters, Dysphoria, New Disorder, Веремій, Jinjer, Korpiklaani
23 липня: Fatshow Dogs, Медовий Полин, Aghiazma, Space Of Variations, Анна, Annisokay
Light Stage
20 липня: Bugs Bunny, Циферблат, Правиця, Один в каное, Kadnay, Notes
21 липня: Женя і Катя, Vagabond Spectr, Artbrother, Brutto, Jillhouse, Паліна Республіка, Sviet Margot
22 липня: One Light Inside, Krut, ПНД, Dakooka, Христина Соловій, Bloom Twins, Хамерман Знищує Віруси
23 липня: Across the Road, Остров Добрых Надежд, Ті, що падають вгору, Табула Раса, Аддис Абеба, I am waiting for you last summer

### 2018
Фестиваль відбувся 19—22 липня 2018 року на території Тернопільського іподрому. Одним із нововведень став «Паспорт Файної Людини».
Оголошені учасники: The Rasmus, Amaranthe, Adept, To the Rats and Wolves, Tarja Torunen, Infected Rain, Beissoul & Einius, Joryj Kłoc.

### 2019
Фестиваль відбувся 25—28 липня 2019 року на території Тернопільського іподрому.

#### Main Stage
- Dance Party. Dance! Dance!
- Epolets
- Карна
- Элизиум
- The Hardkiss
- Eskimo Callboy
- The Sixsters
- FliT
- Detach
- O.Torvald
- Kadebostany
- Arch Enemy
- Bez.Not
- Фіолет
- Нервы
- Бумбокс
- Rage
- Powerwolf

### 2020
2020 року фестиваль не відбувся через пандемію COVID-19. Натомість під егідою «Файного міста» пройшов концертний тур «кайФАЙНЕмо» в 14 містах України (Рівне, Луцьк, Львів, Івано-Франківськ, Тернопіль, Хмельницький, Вінниця, Одеса, Миколаїв, Запоріжжя, Дніпро, Харків, Київ, Черкаси) протягом 11—30 серпня 2020 року. Взяли участь гурти Motanka, Epolets, Space of Variations, а також місцеві колективи.

### 2021
Фестиваль відбувся 28 липня — 1 серпня 2021 року на території Тернопільського іподрому. Також знову пройшов тур «кайФАЙНЕмо» в 17 містах України протягом 9 червня — 1 липня.
Main Stage
- Burned Time Machine
- Me And That Man
- The HARDKISS
- 5'nizza
- Go-A
- Друга ріка
- ТНМК
- Louna
- Жадан і Собаки
- Karna
- Wildways
- O.Torvald
- MOTANKA
- Stoned Jesus
- Kalush
- Nizkiz
- Сметана band
- Detach
- Epolets
- One Light inside
- Omana
- Red Side
- Orionix

### 2022
2022 року фестиваль не відбувся у зв'язку з повномасштабним російським вторгненням в Україну. Було проведено онлайн-захід Faine Misto Online з ексклюзивними виступами та привітаннями. Однак 26—28 серпня 2022 року в польському Жешуві відбувся фестиваль «Faine Misto × Rockowa Noc» — польський рок-фестиваль Rockowa Noc, до якого додали ще один фестивальний день «Файного міста» на знак підтримки України.
Учасники : Sick Solution, Ignea, Space of Variations, Stoned Jesus, Karna, Korpiklaani та інші.

### 2023
Фестиваль відбувся 28—30 липня 2023 року на території «!Fest Republic» у Львові з гаслом «Історії, які варто почути». Взяли участь понад 70 виконавців, що виступали на п'яти сценах.

#### Main Stage
- Omana
- Структура щастя
- Epolets
- Один в каное
- Жадан і Собаки

29 липня
- Red Side
- Фіолет
- The Unsleeping
- Grandma's Smuzi
- ТНМК

30 липня
- Mazepa (гурт)
- Діти інженерів
- Zwyntar
- Христина Соловій
- Воплі Відоплясова

#### Dark Stage
- 0%Mercury
- Чумацький шлях
- Sick Solution
- Хейтспіч

29 липня
- Burned Time Machine
- True Tough
- Fleshgore
- Роллікс
- IGNEA

30 липня
- Grayshapes
- Telema
- Schizogen Obstruct
- Веремій
- DETACH

#### Light Stage
- Артилерія
- Renie Cares
- Мотор'ролла
- Крихітка

29 липня
- REIVA
- Rohata Zhaba
- Ницо Потворно
- ЮЮ
- Rome[a]
- Tember Blanche

30 липня
- Wentseat
- Джозерс
- Folkulaka
- Sasha Boole
- LELY45
- Паліндром

### 2024
Фестиваль відбувся 2—4 серпня 2024 року на території «!Fest Republic» у Львові з гаслом «Земля майбутніх легенд». Взяли участь понад 100 виконавців, що виступали на шести сценах. Зокрема, на фестиваль повернулась Reggae Stage, названа на честь Макса Рудського — багаторазового учасника сцени, який загинув на війні.
Учасники: Жадан і Собаки, KARNA, Курган & Agregat, O.torvald, Latexfauna, Vivienne Mort, Христина Соловій, Zwyntar, Паліндром, діти інженерів, Tember Blanche, ROME, 1914, Epolets, White Ward, Прозак, Sasha Boole та інші.

### 2025
Фестиваль відбувся 1—3 серпня 2025 року на території «!Fest Republic» у Львові з гаслом «На зламі епох».
Заплановано участь гуртів: Vivienne Mort, Один в каное, ЖАДАН І СОБАКИ, The Unsleeping, Фактично Самі (ex Qarpa), Кажанна, Rohata Zhaba, анастимоза, Epolets, ЦВЯХ, АННА, OTOY, Cусіди Стерплять, Krovna, Ро́ллікс, NAZVA, IGNEA, Хамерман Знищує Віруси, Юля Юріна, Folkulaka & Хоррор Хор, Скажи Щось Погане, Уляна Дель Рей, Sick Solution, Курган & Agregat, True Tough, BLIND8, Burned Time Machine, Telema, HELL:ON, Макс Кідрук, Юрій Рокецький, Autopsia Ostendam, Кабаре «Псяча буда», Кабаре на кордоні та інші.